# Ann Soete
Ann Soete, née le 18 février 1959 à Courtrai est une femme politique belge flamande, membre de la N-VA.

## Fonctions politiques
- Conseillère communale de Bruges (2007-)
- députée au Parlement flamand :
  - depuis le 25 mai 2014